# Metroid: Zero Mission
Metroid: Zero Mission (メトロイド ゼロミッション, Metoroido Zero Misshon) é um jogo de ação e aventura de rolagem lateral publicado pela Nintendo e desenvolvido por sua divisão de Pesquisa e Desenvolvimento 1 (R & D1) para o Game Boy Advance. É um remake do jogo Metroid de 1986 - a primeira parcela da série de videogames Metroid, e é projetado para recontar a história dessa entrada com uma jogabilidade modernizada. Foi lançado na América do Norte em fevereiro de 2004, com lançamentos em outros territórios no mesmo ano.
Como os outros títulos da série, o jogador controla a caçadora de recompensas Samus Aran, que viaja para o planeta Zebes depois de saber que os Piratas do Espaço estão experimentando Metroids na tentativa de duplicá-los e usá-los para seu próprio ganho. A jogabilidade se concentra na exploração, com o jogador em busca de power-ups que são usados para alcançar áreas antes inacessíveis. O remake também apresenta novos itens, áreas adicionais, mini-bosses, níveis de dificuldade e uma história reescrita que explora o passado de Samus.
Após o lançamento, Metroid: Zero Mission recebeu elogios da crítica com elogios ao novo conteúdo, recursos visuais, jogabilidade e melhorias em relação ao original; embora algumas críticas tenham sido feitas pela curta duração do jogo. O jogo recebeu várias homenagens, incluindo um 46º lugar na lista dos 200 melhores jogos compilada pela Nintendo Power . Também foi escolhido como o 9º Melhor Jogo Game Boy Advance pela IGN . O jogo vendeu mais de 439.000 unidades nos Estados Unidos e 69.000 no Japão em fevereiro de 2005. O jogo foi disponibilizado como um título do Wii U Virtual Console no Japão em 2014, com outros territórios posteriormente. Em 2024, foi incluído na assinatura do Nintendo Switch Online no console Nintendo Switch.

## Jogabilidade
O cenário de Metroid: Zero Mission é o Planeta Zebes, um grande mundo aberto em 2D, com áreas conectadas por portas e elevadores. O jogador controla Samus Aran enquanto viaja pelas cavernas e ambientes do planeta, caçando os piratas espaciais. Ao longo do caminho, o jogador coleta itens que melhoram a armadura e o armamento de Samus, além de conceder a ela habilidades especiais. Ademais, essas habilidades permitem que Samus acesse áreas inicialmente inacessíveis, permitindo maior liberdade de exploração do mapa. Tal liberdade também permite ao jogador completar o jogo sem necessariamente seguir uma linearidade, um método chamado de "sequence breaking", comum em outros jogos da série Metroid.
Para salvar seu progresso, os jogadores devem acessar as salas de salvamento ou nave de Samus em Crateria. Como um remake do primeiro jogo de Metroid, Metroid: Mission Zero tem uma semelhança com o original, e vários upgrades e itens de fazer reaparições dos jogos anteriores da série, com usos semelhantes, efeitos e aparências. No entanto, o jogo contém novos itens, áreas e mini-bosses, assim como uma área completamente nova chamada Chozodia.
Zero Mission é o primeiro jogo da série Metroid a incluir uma sequência na qual o jogador controla Samus sem seu Power Suit. Nesta parte do jogo, Samus é mais vulnerável a danos, deve rastejar pelos dutos com suas mãos e joelhos, sem a ajuda de seu modo Morph Ball, e tem uma pistola que não causa dano, apenas atordoa brevemente os inimigos. No entanto, Samus retém todos os tanques de energia que adquiriu anteriormente.
Ao concluir o jogo, é desbloqueada uma versão emulada do jogo Metroid original. Zero Mission também permite aos jogadores desbloquear uma galeria de imagens de Metroid Fusion ligando os cartuchos Zero Mission e Fusion através do Game Boy Advance Game Link Cable.